# Стълбището на Санта Мария дел Монте
Стълбището на Санта Мария дел Монте (на италиански: La Scalinata di Santa Maria del Monte, на сицилиански: A Scala dâ Matrìci) са световноизвестни стъпала в Калтаджироне, Сицилия, Италия. Построено е през 1606 г., за да свърже старата част на Калтаджироне с новия град, построен в горната част. Дълго е над 130 метра, оградено е от сгради с балкони и днес е една от забележителностите на града.
Град Калтаджироне е част от късните барокови градове на Вал ди Ното, които са обект на световното наследство на ЮНЕСКО от 2002 г.

## История
В средата на XV век град Калтаджироне се разраства нагоре по склоновете на планината. Разполагането на града на различни нива затруднява комуникацията между неговите райони.
За да улеснят достъпа до стария град, разположен на върха, през 1606 г. градските власти решават да се построи стълбище по южния склон на хълма. Работата отнема 10 години и е извършена под ръководството на Джузепе Джакалоне. Оригиналното стълбище е имало места за почивка и общо 150 стъпала.
През 1844 г. стълбището претърпява модификации, сред които се откроява премахването на зоните за почивка, което води до по-малък наклон.

## Стъпалата
От 1954 г. стъпалата на Санта Мария дел Монте са изцяло украсени с полихромни керамични плочки, изработени по древната местна занаятчийска традиция.
Фигуративните теми на керамиката са флорални или геометрични и представят различни стилове: арабски, нормандски, ангевинско-арагонски, испански, ренесансов, бароков, осемнадесети век, деветнадесети век и съвременни стилове.

## Празненства
През месец май се провежда „Празник на цветята“, посветен на Дева Мария. Хиляди цветя се използват като декорация по стълбите.

### La Scala Illuminata
Всяка година, на 24 и 25 юли и 14 и 15 август, стълбището е осветено с 4000 маслени лампи, в чест на покровителя на Калтаджироне, свети Яков. Празникът привлича хиляди туристи.